# Marc Abdelnour
Pour les articles homonymes, voir Abdelnour.
Marc Abdelnour est un scénariste et dialoguiste français. 

## Filmographie
Comme scénariste
- 2008 : Séraphine
- 2011 : Où va la nuit de Martin Provost
- 2013 : Violette de Martin Provost

Comme dialoguiste
- 2002 : Le Ventre de Juliette

## Récompense
- 2009 : César du meilleur scénario original (avec Martin Provost) pour Séraphine